# Гатумба
Гатумба (рунди Gatumba) — город на западе Бурунди, в провинции Бужумбура-Рураль, недалеко от границы с Демократической Республикой Конго. Известен по массовой резне в лагере для беженцев неподалёку в 2004 году.

## История

### Резня
13 августа 2004 года Гатумба стала местом расправы над беженцами. Вооружённые люди, которые являлись членами Национальных Сил Освобождения, убили не меньше 166 конголезских беженцев и ранили ещё 106. Члены НОС, преимущественно хуту, известные своей враждой с тутси, убивали в тот день именно тутси. НСО также причастна к резне «Титаник Экспресс».
Генерал Ниёянкана обвинил войска из Конго в причастности к убийствам. После того как НСО признали причастность к убийствам, полиция выдала ордер на арест главы группировки А. Рвасы. Организация Объединённых Наций выпустила резолюцию, осуждающую произошедшее, а Африканский Союз признал НОС террористической организацией.
В октябре 2005 НСО выпустили заявление, осуждающее произошедшее и лично Рвасу. После этого Рваса предположительно бежал в Танзанию.

## Население
Население города по данным переписи 2008 года составляло 11 700 человек.